# Tilletia muhlenbergiae
Tilletia muhlenbergiae är en svampart som beskrevs av G.P. Clinton 1906. Tilletia muhlenbergiae ingår i släktet Tilletia och familjen Tilletiaceae.   Inga underarter finns listade i Catalogue of Life.